# BMW M62
BMW M62 es un motor de pistón V8 DOHC que sustituyó al M60 y fue producido desde 1994 hasta 2005. En comparación con su predecesor M60, el M62 cuenta con recubrimiento de cilindros en Alusil y una cadena de distribución de una sola fila. En 1998, se introdujo la distribución variable (llamada VANOS por BMW) al M62, añadiendo entonces las letras "TU" a su denominación.
Este motor tuvo una versión deportiva denominada S62 con 400 CV (294 kilovatios) y 4,941cc que montaba el E39 M5 y Z8.

## Diseño
El bloque motor del M62 está hecho de aluminio con revestimiento de cilindros en Alusil.
El M62 está equipado inyección de combustible secuencial y doble árbol de levas (DOHC) con 4 válvulas por cilindro haciendo un total de 32 válvulas. También dispone de bielas deportivas forjadas y fabricadas mediante fractura. La distribución variable aparece en las variantes posteriores denominadas "M62TU".

## Modelos

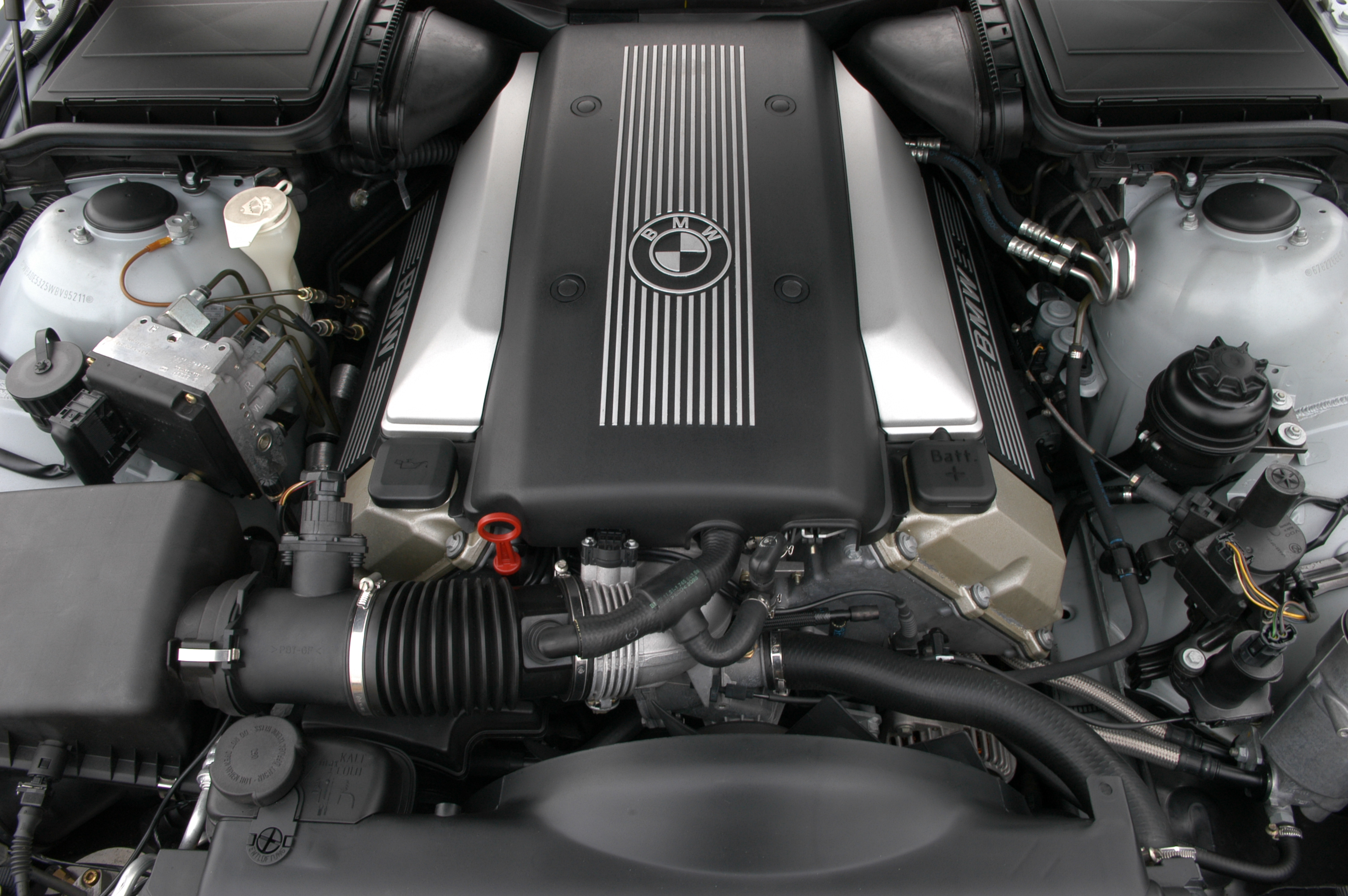
BMW M62B44
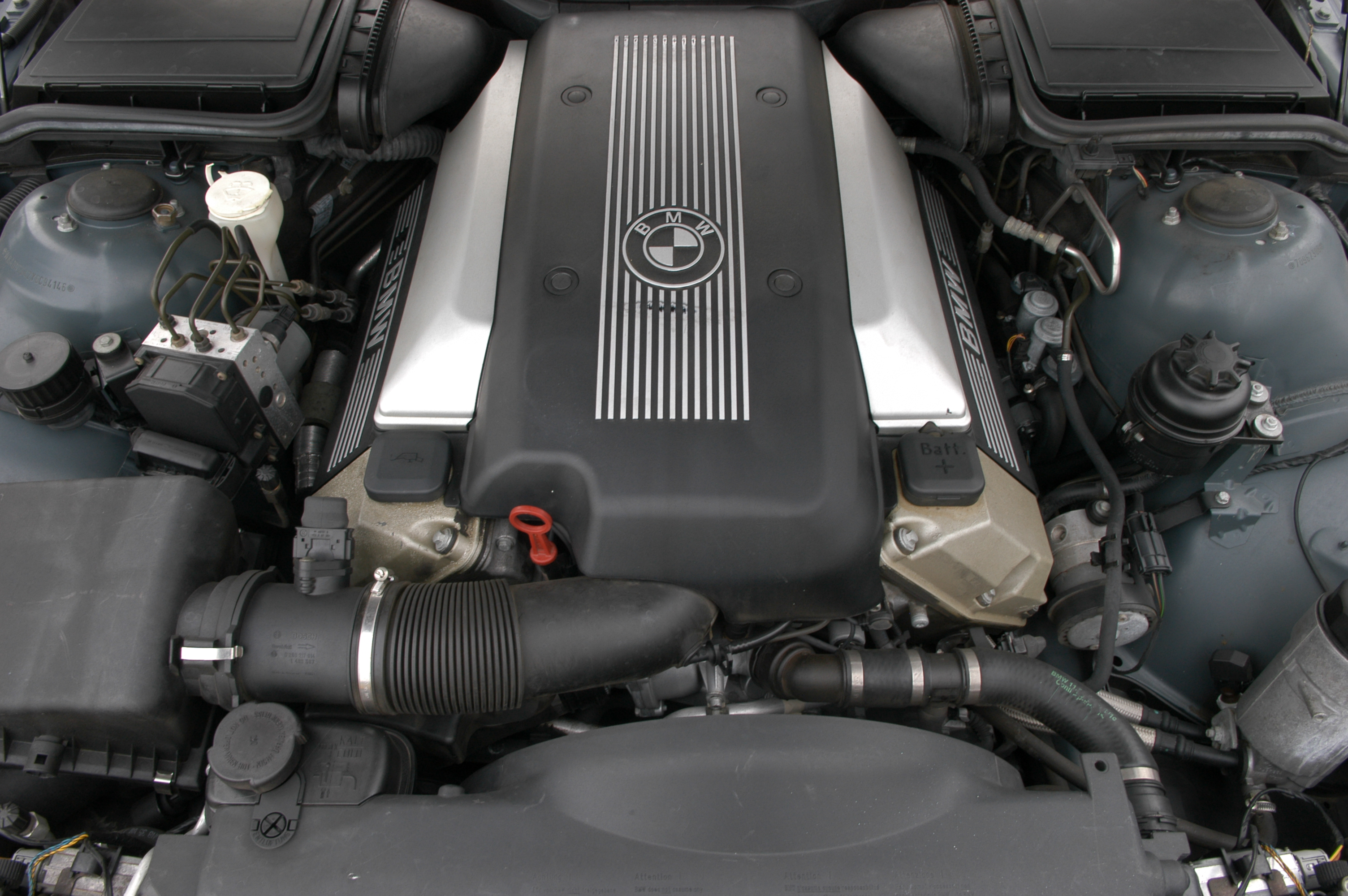
BMW M62TUB44

### M62B35
El M62B35 tiene un diámetro de 84 mm (3,31 pulgadas) y una carrera de 78,9 mm (3,11 pulgadas). Se aplica a:
- 1996–1998 E39 535i 235 CV (173 kilovatios) y 340 Nm (250 libras pies)
- 1996–1998 E38 735i/735iL 235 CV (173 kilovatios) y 340 Nm (250 libras pies)

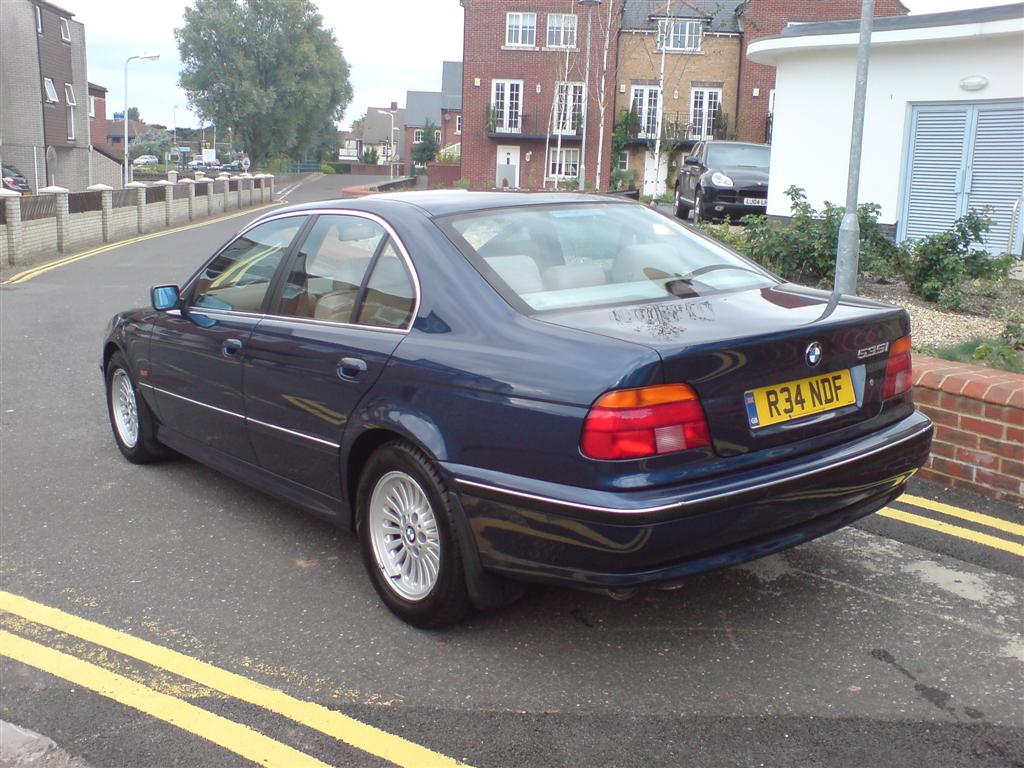
BMW E39 535i
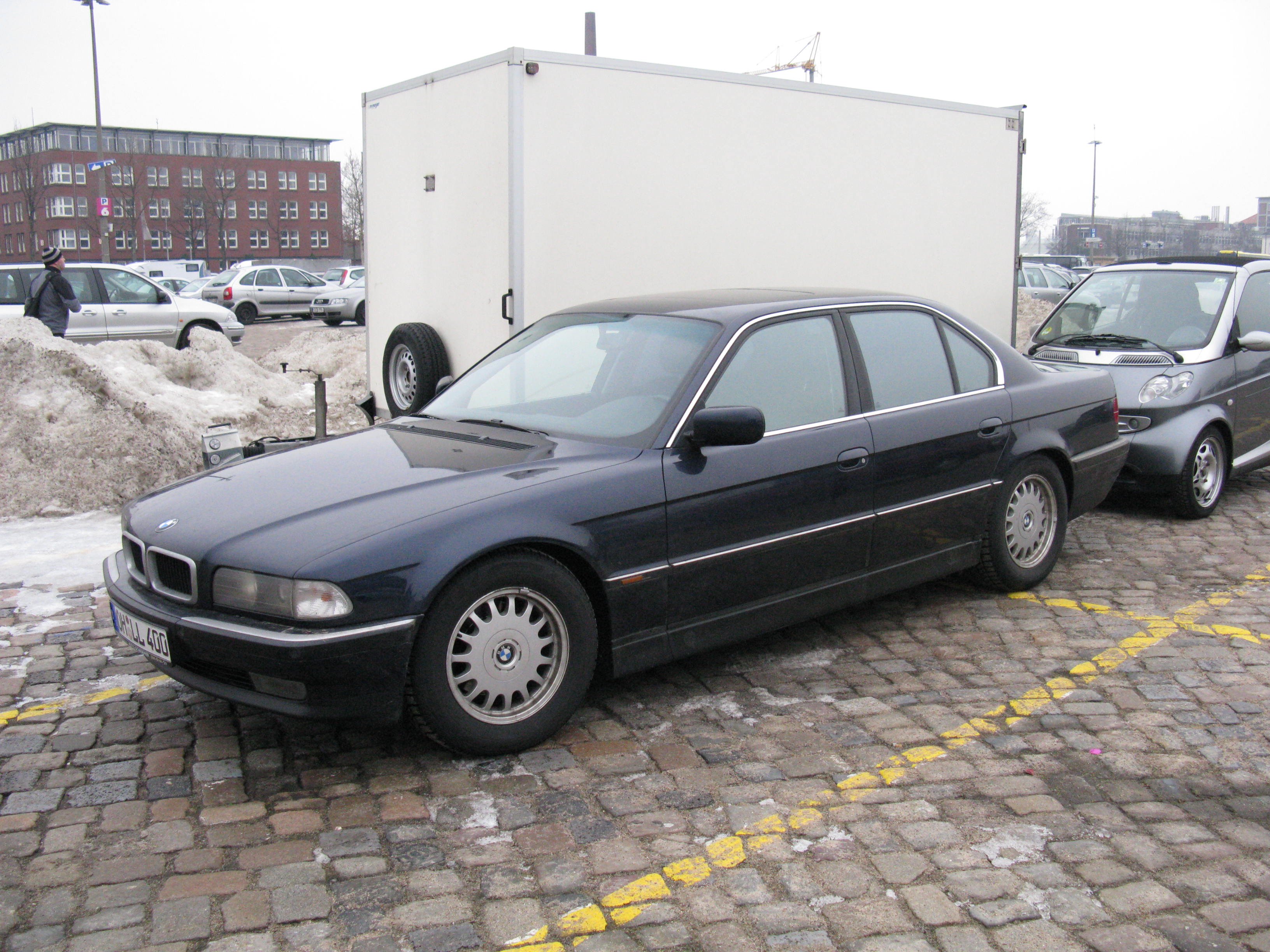
BMW e38 735i

### M62TUB35

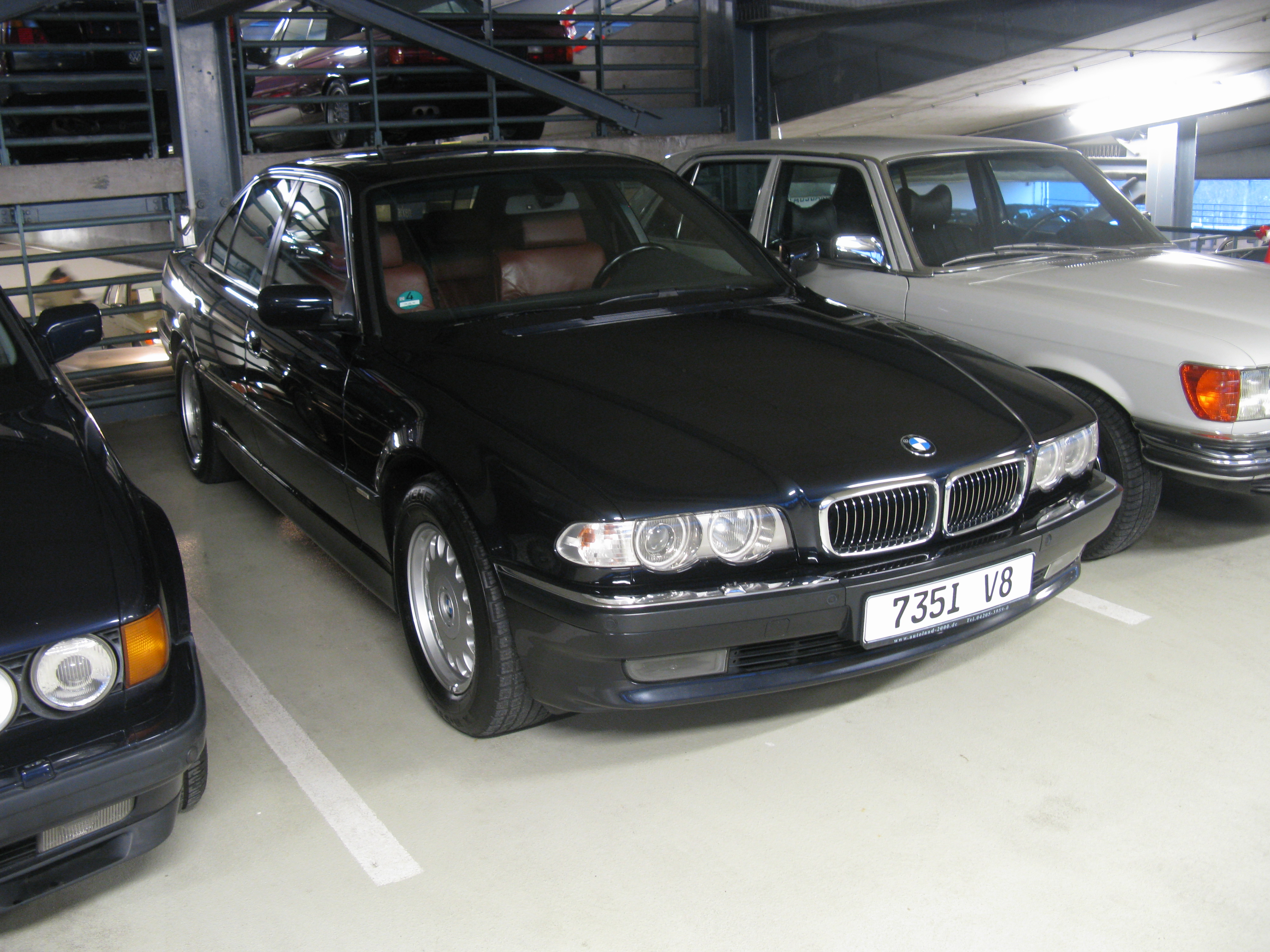
El BMW E38 es una berlina de lujo que protagonizó varias escenas en películas como James Bond (El mañana nunca muere) o Transporter I

En 1998, se añadió el sistema VANOS y el motor fue nombrado "M62TUB35".
Aplicable a:
- 1999–2001 E38 735i/735iL 235 CV (173 kilovatios) y 345 Nm (254 libras pies))
- 1998–2003 E39 535i 245 CV (180 kilovatios) y 345 Nm (254 libras pies)

### M62B44
El M62B44 tiene un diámetro de 92 mm (3,62 pulgadas) y una carrera de 82,7 mm (3,26 pulgadas).
Aplicable a:
- 1996–1998 E39 540i 286 CV (210 kilovatios) y 420 Nm (310 libras pies)

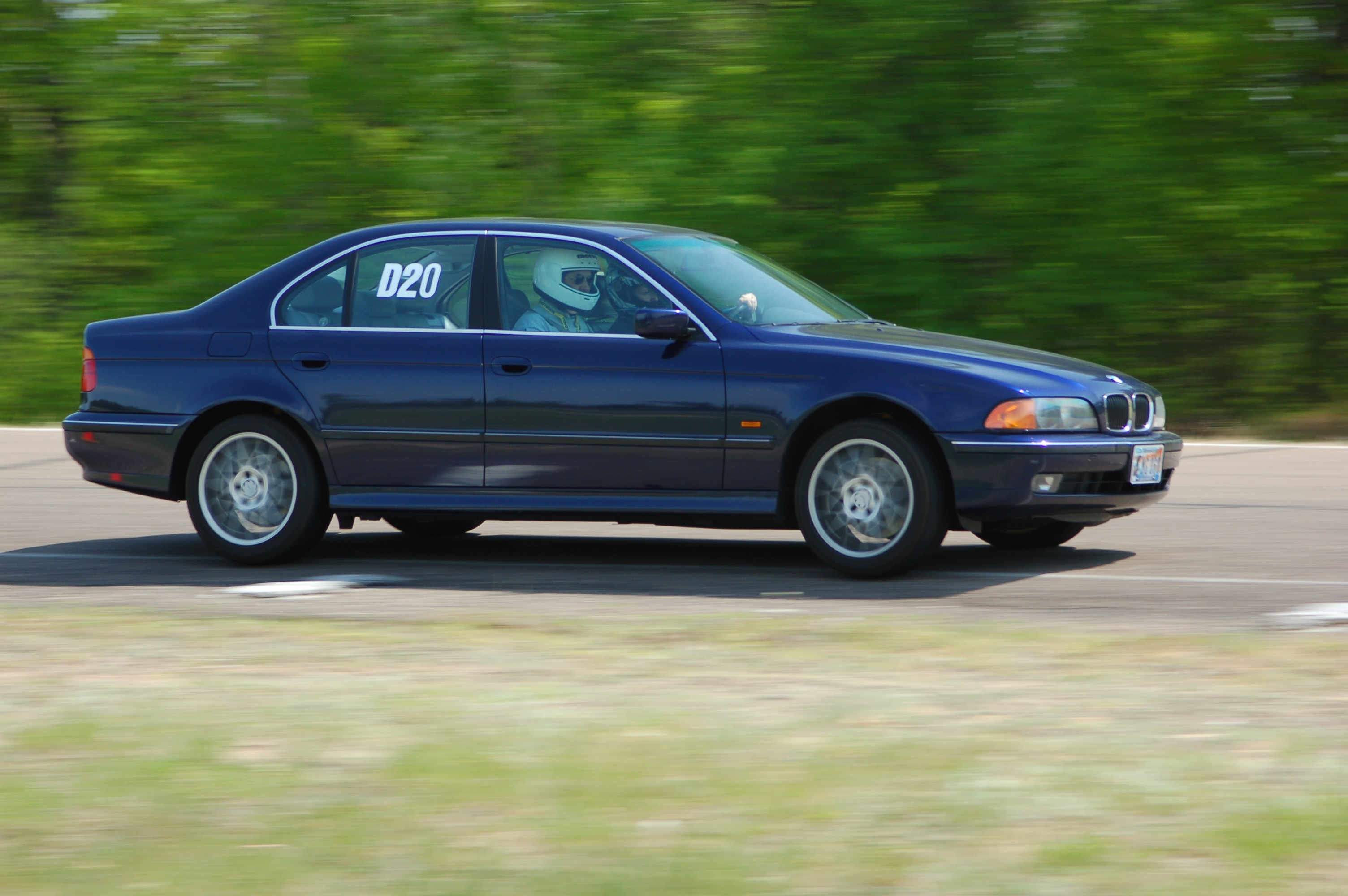
BMW E39 540i

- 1996–1998 E38 740i/740iL 286 CV (210 kilovatios) y 420 Nm (310 libras pies)
- 1996–1997 E31 840Ci 286 CV (210 kilovatios) y 420 Nm (310 libras pies)

### M62TUB44
En 1998, se añadió el sistema VANOS y el motor fue nombrado "M62TUB44".
Aplicaciones:
- 1998–2003 E39 540i 286 CV (210 kilovatios) y 440 Nm (325 libras pies)
- 1999–2001 E38 740i/740iL 286 CV (210 kilovatios) y 440 Nm (325 libras pies)
- 1999–2003 E53 X5 4.4i 286 CV (210 kilovatios) y 440 Nm (325 libras pies)

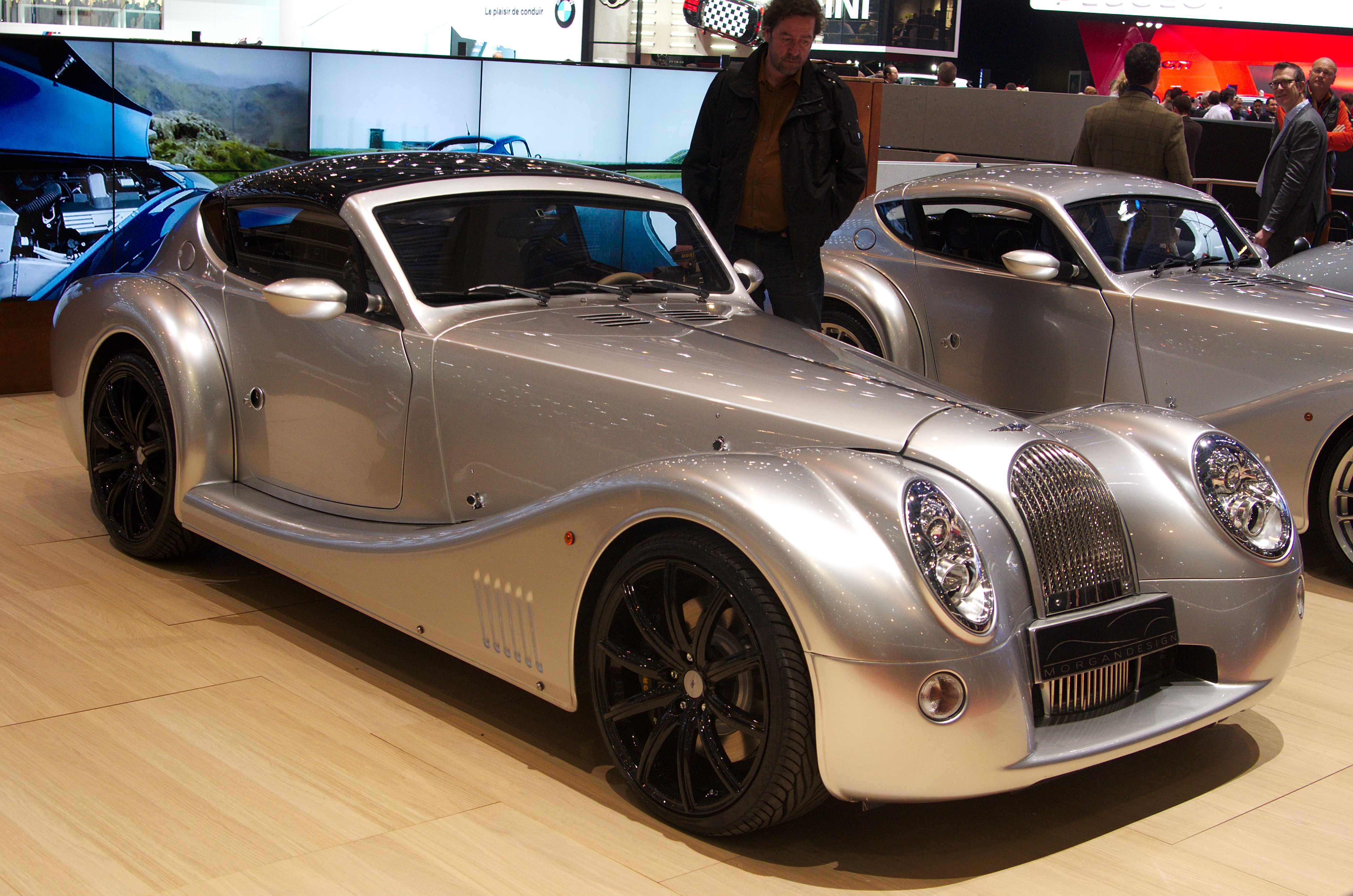
2000–2004 Morgan Aero 8 286 CV (210 kilovatios) y 440 Nm (325 libras pies)
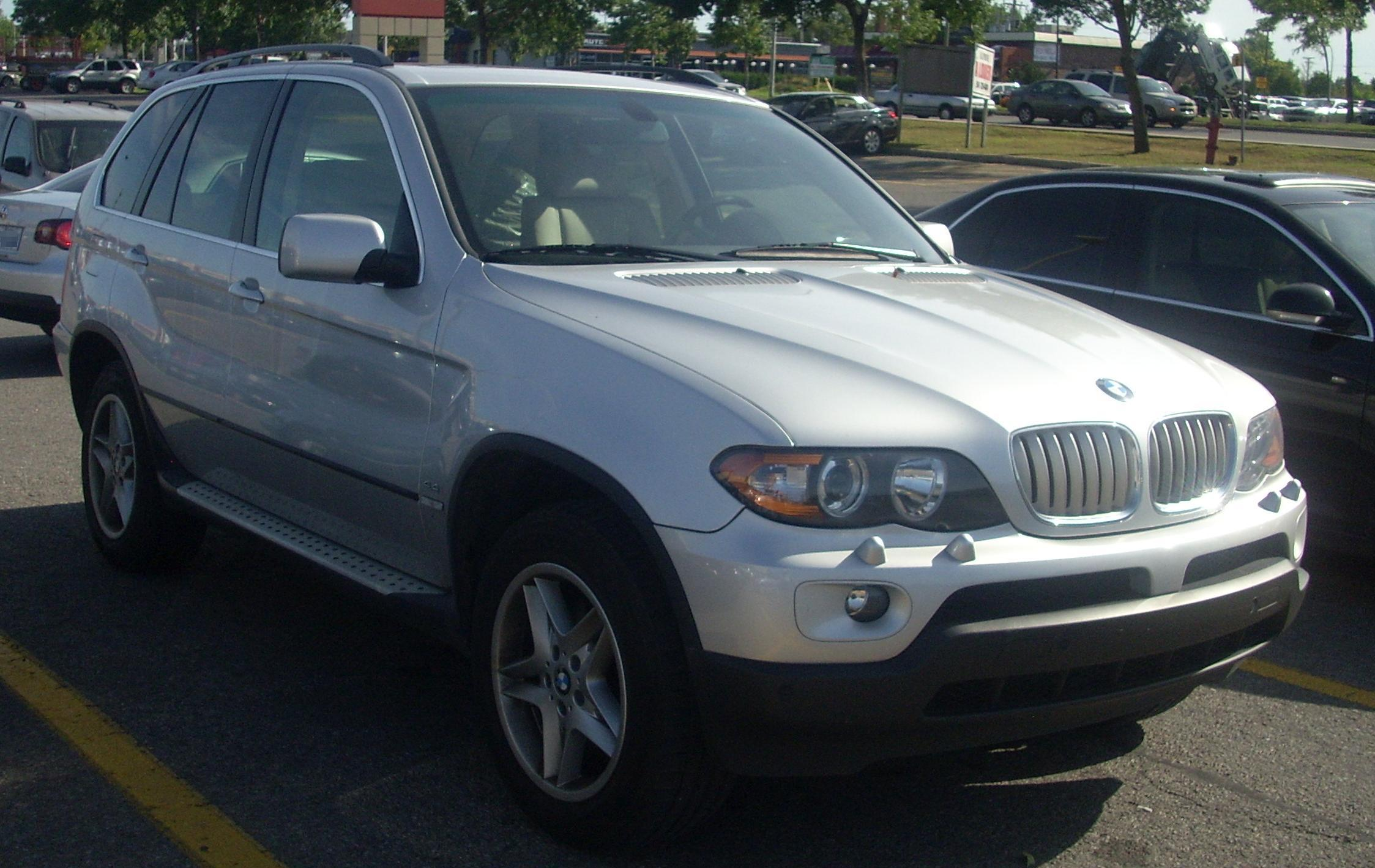
BMW X5 4.4 Sport
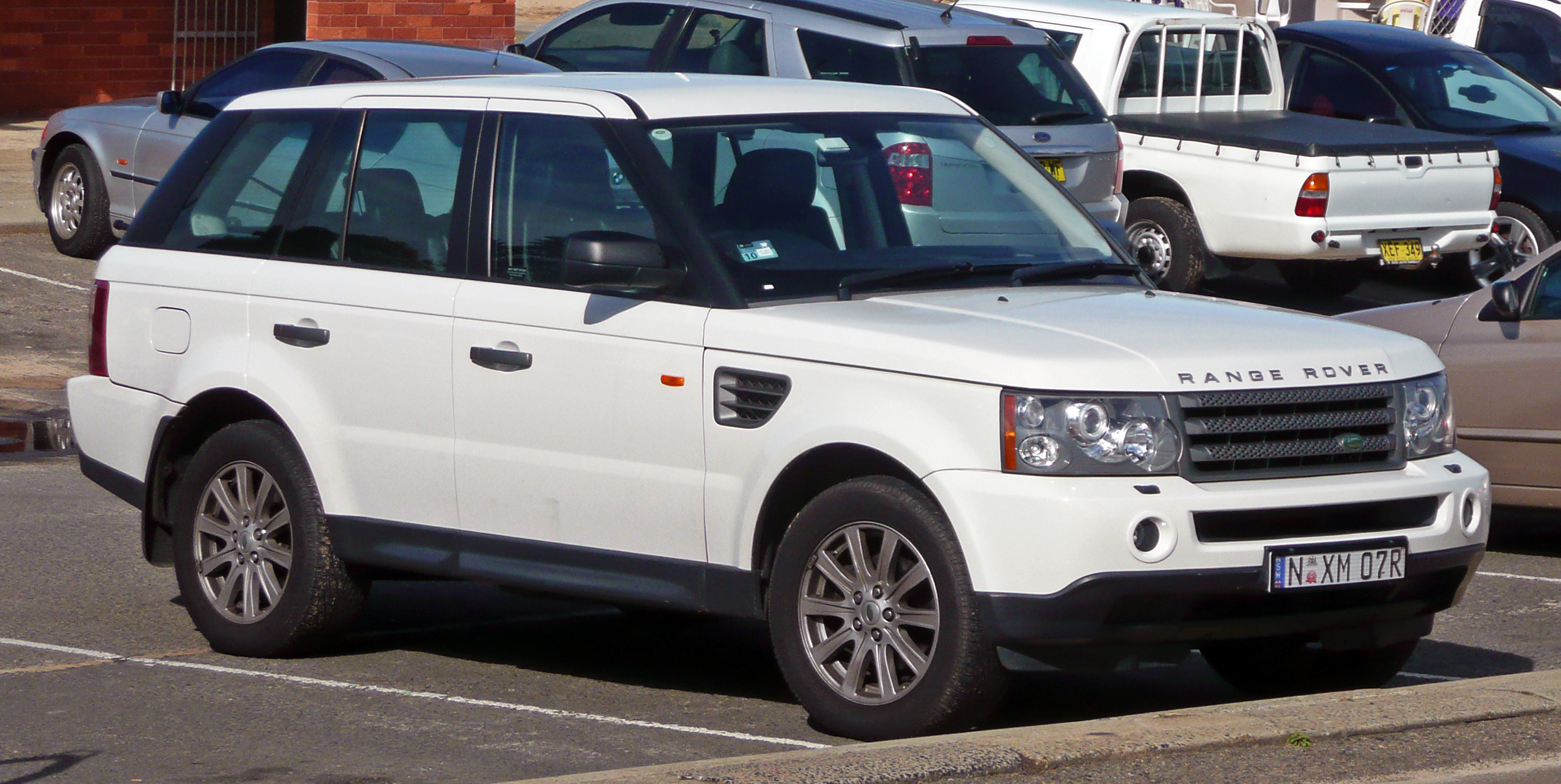
2002–2005 Range Rover Sport 286 CV (210 kilovatios) y 440 Nm (325 libras pies)  -  Morgan Aero 8 SuperSport
  -  BMW X5 4.4 Sport
  -  Range Rover Sport

### M62B46

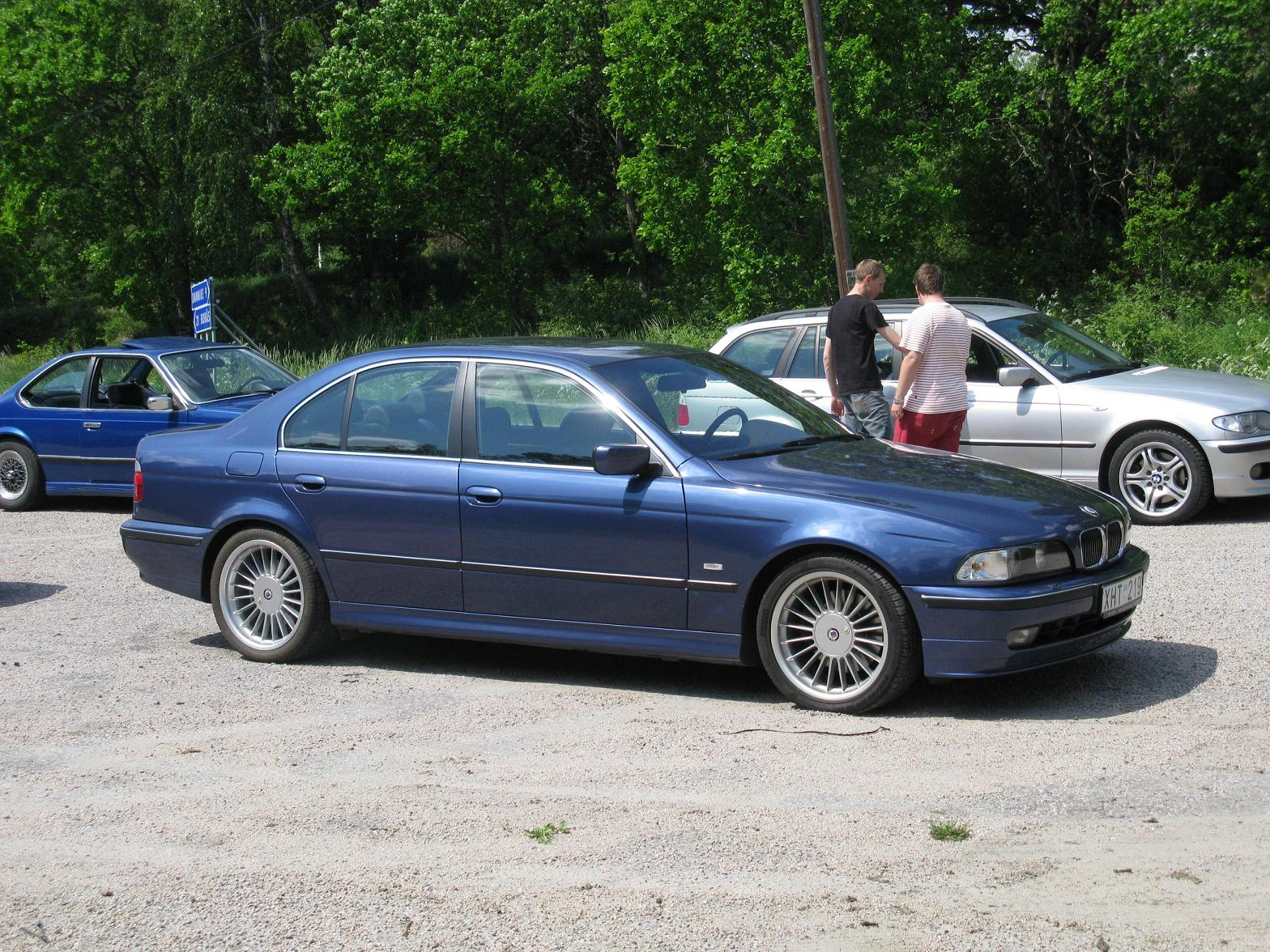
Alpina B10 V8

El M62B46 es un 4619 cc (282 pulg.) versión de producción de 347 CV (255 kilovatios) y 480 Nm (354 libras pies) de par motor. La carrera es de 85 mm (3,35 pulgadas) y el diámetro es de 93 mm (3,66 pulgadas). Técnicamente este motor es muy similar al M62TUB44, con VANOS en las levas de admisión. Este motor desarrollado por Alpina se basa en el M62TUB44.
Aplicación:
- 1999–2001 Alpina B10 V8
- 2000–2004 Morgan Aero 8 GTN (Sólo se produjeron 11)
- 2002–2003 E53 X5 4.6is

### M62B48
El M62B48 es un 4837 cc (295 pulg.) versión de producción de 375 CV (276 kilovatios) y 510 Nm (376 libras pies) de par. La carrera es de 89 mm (3,50 pulgadas) y el diámetro es de 93 mm (3,66 pulgadas). Técnicamente este motor es muy similar al M62TUB44, con VANOS sobre las levas de escape. Este motor desarrollado por Alpina se basa en el M62B44.
Aplicaciones:
- 2002–2004 Alpina B10 V8S
- 2003 BMW Alpina Roadster V8 (E52)

## S62

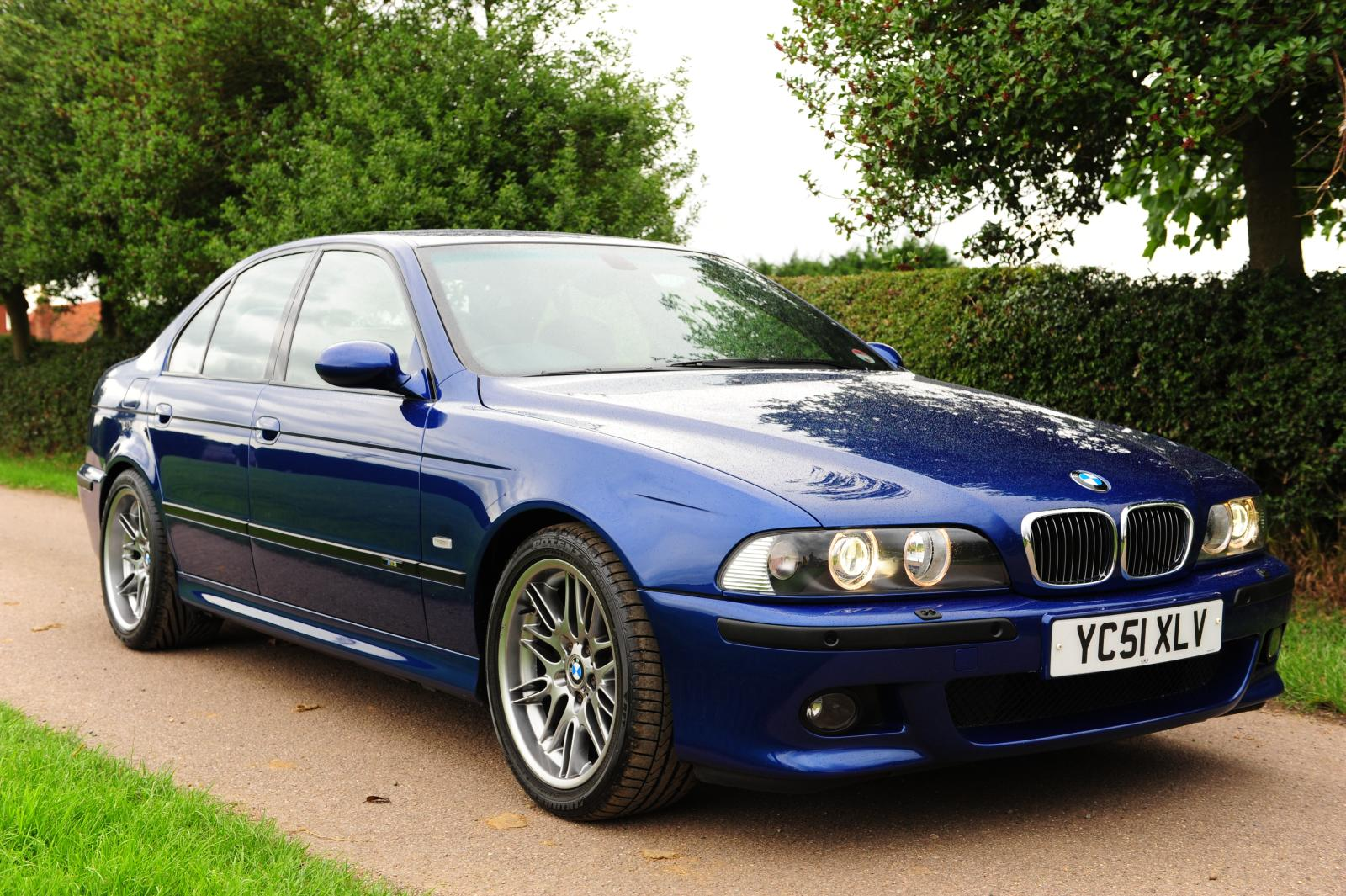
BMW E39 M5
El BMW E39 M5 era el sedán más rápido del mundo en la fecha de su producción.

El motor S62 (también conocido como S62B50) es una variante de alto rendimiento del M62, que se monta en el E39 M5 y E52 Z8.
Se amplió con un diámetro de 94 mm (3,70 pulgadas), una carrera de 89 mm (3,50 pulgadas) y un desplazamiento de 4941 cc (302 pulg.).
Comparte su arquitectura básica, que incluye el bloque de aluminio, con los motores M62.
Motores anteriores del M5 estaban fabricados en la sede de la división M en Garching, Alemania, pero los motores S62 del M5 fueron fabricados en la planta de montaje de Dingolfing.
Tiene ocho cuerpos de mariposa individuales (uno por cilindro) que controlan el flujo de aire en el motor, estos cuerpos son accionados por el acelerador electrónico (a menudo referido como "drive-by-wire"), con un ajuste para que el conductor seleccione el modo "normal" o "deportivo" cambiando la respuesta de acelerador.
Para controlar la inyección de combustible, tiempo de encendido y otras funciones se emplea el Bosch Motronic versión MSS 52.
La distribución variable se utiliza tanto para los árboles de levas de admisión como los de escape; el S62 fue el primer motor V8 de BMW en incorporar esta característica.
La relación de compresión es de 11,0:1 y se utilizan árboles de levas huecos, mientras que el motor M62 utiliza una cadena de distribución de una sola fila, el S62 utiliza una cadena de distribución de doble fila.
El motor S62 produce 400 CV (294 kilovatios) a 6600 rpm y 500 Nm (369 libras pies) a 3800 rpm. La línea roja es de 7000 rpm.
Aplicaciones:
- 1998–2003 E39 M5
- 2000-2003 E52 Z8
- 1999-2006 Ascari KZ1
- 2006-presente Ascari A10

Avisos adicionales: - Para la aplicación de este motor de M5 E39, se hicieron modificaciones menores para los motores que fueron fabricados de partida.
2000/03. Un nuevo diseño en los segmentos de los pistones reduce considerablemente el consumo de aceite de las primeras unidades.
2000/12. Se introduce en el esquema hidráulico del Vanos un acumulador de presión pilotado con un solenoide. Este cambio se realizó para evitar el sonido de VANOS en el arranque en frío.
2001/10. El grosor de los diafragmas VANOS se espesó, por lo tanto el sonido de VANOS se redujo significativamente.